# Association sportive Ennour de l'Ariana
L'Association sportive Ennour de l'Ariana (arabe : الجمعية الرياضية النسائية باريانة) ou ASEA est un club tunisien de handball féminin basé à l'Ariana.

## Palmarès
- Championnat de Tunisie féminin de handball (7) :
  - Vainqueur : 1998, 2002, 2003, 2006, 2008, 2013, 2014
- Coupe de Tunisie féminine de handball (4) :
  - Vainqueur : 2003, 2006, 2008, 2013